# سين سنغ-وو
سين سنغ-وو (هانغل: 신상우) هو لاعب كرة قدم كوري جنوبي في مركز الدفاع، ولد في 10 مارس 1976 في كوريا الجنوبية. لعب مع إنتشون يونايتد ونادي سونغنام.